# Лебедь, Щука и Рак
«Ле́бедь, Щу́ка и Рак» — басня Ивана Андреевича Крылова, написанная в 1814 году и опубликованная в сборнике «Новые басни» (1816, ч. 4). Сюжет содержит намёк на события того времени: недовольство русского общества действиями союзников по антинаполеоновской коалиции (война Шестой коалиции против Наполеона); по другой версии, современники связывали сюжет басни с разногласиями между членами Государственного Совета.

## Характеристика
Басня состоит из двух частей, отделённых друг от друга графически, — из короткого назидания в начале

Когда в товарищах согласья нет,
На лад их дело не пойде́т,

и иллюстрирующего мораль басни сюжета. Басня написана басенным вольным ямбом, количество стоп колеблется от 4 («Везти | с покла | жей воз | взялись») до 6 («Кто ви | новат | из них, | кто прав | — судить | не нам»). В первых шести стихах и двух последних рифмовка парная («согласья нет» — «не пойдет», «мука» — «щука»), в стихах 7—9 — опоясывающая.
Герои произведения, как и в большинстве басен, животные. Образ действия животных, в отличие от человека, однообразен, подчинён инстинктам и определённым законам. Щука может только плавать, лебедь — летать, а рак — пятиться назад. Мораль басни строится на основе этой заложенной природой в животных модели поведения.
Однако, по наблюдению Л. С. Выготского, изложенному в труде «Психология искусства» (1922), описание действий персонажей расходится с заявленной в начале басни моралью. В главе «Анализ басни» Выготский, приведя мнение А. Е. Измайлова о том, что если бы поклажа была легка, то лебедь мог поднять на воздух воз, щуку и рака, подчёркивал это противоречие, составляющее, по его мнению, «психологическую основу всякой поэтической басни»:

Дело не в конечном соображении нашего критика, но в его основной мысли, что соединение этих трёх героев за общим делом есть противоестественное, следовательно, самый рассказ иллюстрирует не то, что в товарищах согласия нет, напротив, мы в басне не находим и намёка на то, чтобы между животными существовало какое-нибудь несогласие, напротив того, мы видим, что все они стараются чрезмерно, «из кожи лезут вон», и даже невозможно указать, кто из них виноват, кто прав. Таким образом, ясно, что басня совершенно не осуществляет Лессингова рецепта — в частном случае показать верность общего нравственного утверждения, но идёт с ним прямо вразрез, показывая, согласно определению Квинтилиана, нечто совершенно противоположное своими словами и своим смыслом. Мы увидим ниже, что самый этот момент невозможности, противоречия есть необходимое условие при построении басни, и если бы при иллюстрации общего правила нам потребовалась хорошая басня, мы могли бы её составить чрезвычайно просто, придумавши какой-нибудь случай, где двое или несколько товарищей, ссорясь между собой, не могли довести какого-нибудь дела до конца. Поэт поступает совершенно иначе: он, с одной стороны, напрягает до крайности струну полного согласия, он развивает до гиперболизма мотив необычайно твёрдого намерения — «из кожи лезут вон»; нарочно отбрасывает все внешние мотивы, которые могли бы помешать, — «поклажа бы для них казалась и легка», и параллельно с этим и в той же мере он до крайности натягивает другую струну, противоположную струну разброда и разнонаправленности действий своих героев.

И тем не менее это противоречие заявленной морали и «противоположной струны» якобы существующего согласия — кажущееся. Движения компаньонов по общей работе, подверженное действию инстинктов, как это подчёркнуто на примере животных с противоположными инстинктами, и является основным противоречием слов, заявленных намерений в противоположность намерениям истинным, пусть и не осознаваемым самими персонажами. Очевидно, бессознательные намерения людей, не договорившихся об общем деле, а возможно и не прочувствовавших свои истинные намерения до конца и послужила основной вдохновляющей идеей для Крылова.

## Культурное влияние
Басня неоднократно издавалась с иллюстрациями, выполненными в разных техниках, таких известных художников, как Г. А. Ечеистов (1897—1946), А. М. Лаптев (1905—1965), Е. М. Рачёв (1906—1997), и многих других.
Уже при жизни автора басня стала весьма популярна, постоянно переиздаётся по сей день и переведена на другие языки. Аллюзия на «Лебедя, Рака и Щуку» часто встречается в выступлениях политиков, заголовках статей СМИ, пародиях, карикатурах. Фраза «воз и ныне там» устойчиво вошла крылатой фразой в русский язык как символ разобщённости и незаконченной, не сдвинувшейся с места работы.